# مرلي هودج
مرلي هودج (بالإنجليزية: Merle Hodge) (1944 في ترينيداد وتوباغو)؛ روائية بريطانية. درست في كلية لندن الجامعية.